# FLOS
FLOS, повна назва FLOS S.p.A. — італійська фабрика, що виробляє освітлювальні прилади. Заснована у 1962 році Артуром Ейзенкілем у Мерано (провінція Больцано). Головний офіс знаходиться у Бовеццо (провінція Брешія). Стиль освітлення — хай-тек та мінімалізм.
Шоу-руми компанії знаходяться у Мілані, Копенгагені, Токіо, Амстердамі і Осло. 

## Історія
Історія фабрики почалася із партії оригінальних світильників із незвичайного синтетичного волокна «кокон» — новинки родом з Америки. Цей матеріал був завезений до Європи майбутнім засновником компанії Артуром Ейзенкілем.
Спочатку виготовлення декоративних ламп було лише маркетинговою стратегією, яка повинна була збільшити попит на новий американський матеріал в Італії. Для цього були запрошені дизайнери — Чезаре Кассіна та Діно Гавіна. Саме вони розробили найперші моделі світильників. Новаторські лампи відразу ж стали користуватися успіхом. Компанія тріумфально стартувала в 1962 році, і бренд Flos здобув статус прогресивного розробника освітлювального обладнання. З метою розвитку нових сучасних технологій освітлення засновники фабрики Flos запросили в компанію братів Кастільйоне і Тобіа Скарпа.
У 1970-х роках компанія почала займатися промисловим світловим обладнанням. Цьому посприяло придбання відомого бренду промислового дизайну — Arteluce. У 1980-х роках, завдяки роботі з дизайнером Філіпом Старком та іншими відомими майстрами, бренд починав випускати свої найбільш відомі моделі, які досі мають успіх у покупців.
Наприкінці 1990-х було випущено низку знакових моделей: Glo-ball, Once, Skygarden та інші.
В 1998 році компанія почала співпрацю з французьким дизайнером Філіппом Старком. Саме ця людина створила для Flos такі серії світильників як KTribe і Archimoon, Guns, Ara і багато інших.
В 2006 році Flos отримала найвищу нагороду міжнародного щорічного конкурсу світлового дизайну IALD за освітлення женевського готелю InterContinental (Швейцарія).

## Продукція

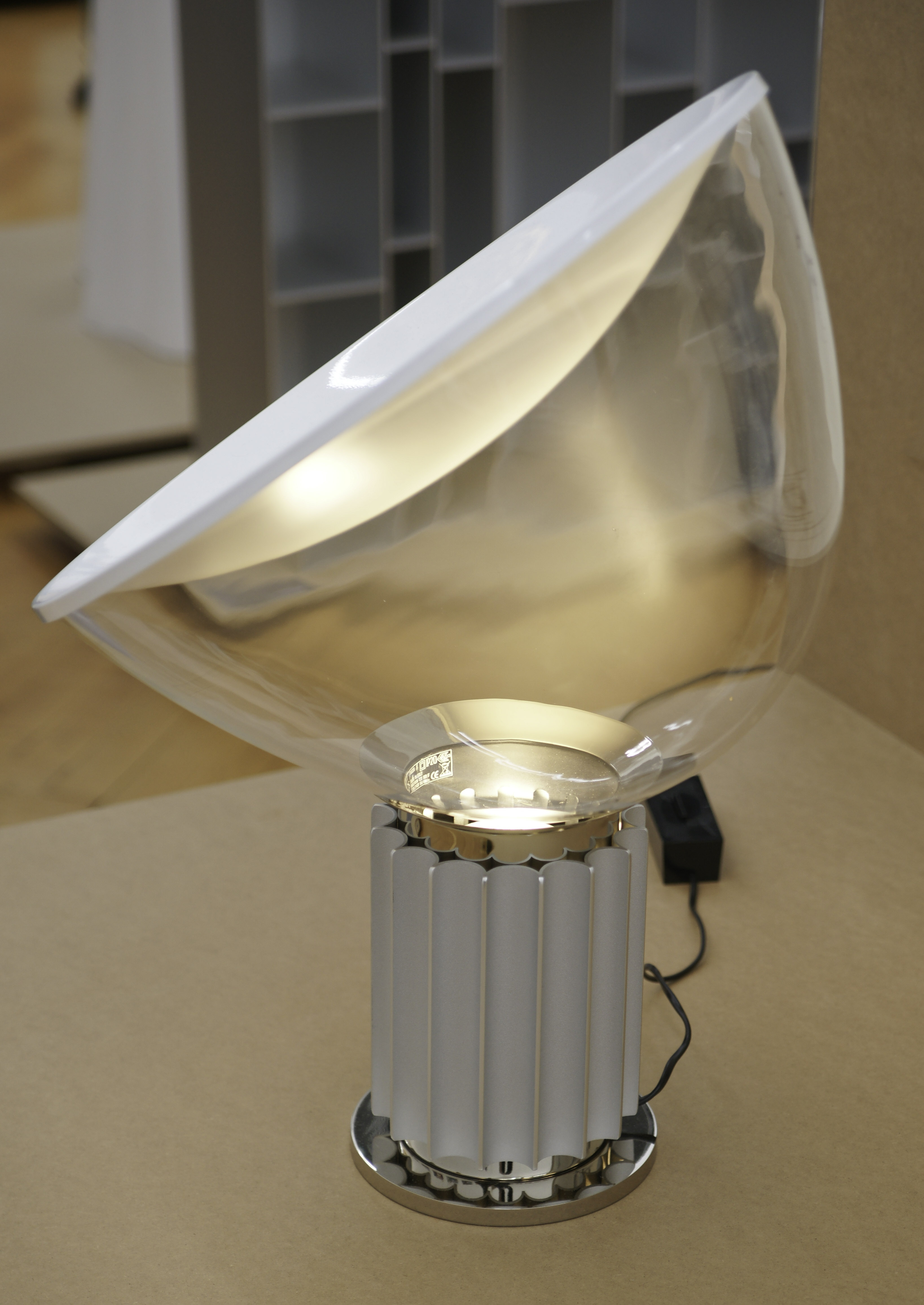
Світильник Taccia

Світильники від Flos призначаються для освітлення офісів, готелей, магазинів, приватних будинків та ін.
Світильники Arco, Relemme, Toio, Taccia вважаються класикою італійською дизайну; дизайн цих моделей належить Аккіле та П'єрджакомо Кастільйоні.
Деякі світильники Flos стали «культовими» об'єктами: настільна лампа Snoopy від Акілле Кастільйоні. За систему Parentesi, що являє собою унікальну конструкцію, розтягнуту між підлогою та стелею, Кастільйоні у 1979 році був удостоєний найвищої нагороди з дизайну — «Золотий циркуль».
З компанією співпрацювали такі дизайнери, як: П'єро Ліссоні, Родольфо Дордонь, Марсель Вандерс, Лорен Леон Бойм, Марчелло Дзіліані, Паоло Ріццатто, Джаспер Моррісон, Себастьян Ронг. Дизайнер Філіпп Старк спроектував свою першу лампу Flos. Настільна лампа Flos Ara і класична лампа Старка Miss Siss із кольорового пластику — досі є найбільшими хітами бренду.
При виготовленні світильників використовуються скло, метал, кришталь, алюміній, натуральний камінь.

## Дизайнери
Дизайнери, які працювали або працюють з FLOS:
| - Ронан і Ерван Буруллек - Рон Гілад - Марсел Вандерс - Філіпп Старк - Антоніо Чіттеріо - Акіле і П'єр Джакомо Кастільйоні - Джеспер Моррісон - Патрісія Уркіола - Родольфо Дордоні - Майкл Анастассіадес - Константін Грчич - Тім Дерхаг - Йоріс Ларман - Едвард Барбер і Джей Осгербі | - П'єро Ліссоні - Тьєрі Дрейфус - Calvi Brambilla - Джино Сарфатті - Тобія Скарпа - Марчелло Дзіліані - Хорхе Еррера - Кнуд Гольсхер - Паоло Рідзатто - Себастіан Ронг - Йоганна Гроуандер - Ніколетта Россі і Гвідо Б'янкі - Пол Кокседж |

## Проекти
Проекти, що оснащені освітлювальними приладами компанії Flos.
| Музеї: - Палаццо Грассі, Венеція - Національна галерея сучасного мистецтва, Рим - Музей Kartell, Мілан - Музей Колона, Вальядолід - Музей Багатті-Вальсеккі, Мілан - Британський музей, Лондон - Громадська галерея сучасного мистецтва (GAM), Турин | Культові споруди: - Базиліка св. Климента, Рим - Кафедральний собор, Кремона - Церква, Кастельферретті - Базиліка Санта-Марія-делле-Граціє, Брешія - Санта-Марія-делла-Каріта, Брешія |

| Готелі: - Hotel ORA, Брессо - Hotel Resort Borgo dei Conti, Монтепетріоло - Grand Hotel Daniela, Отранто - Hotel Roccoforte Resort, Шакка - InterContinental Geneva, Женева (нагороджений Awards of Merit від IALD у 2006 році) - Hotel III, Каркассон - Hotel Eurostar, Мадрид - Arancioamaro, Каннеро-Рив'єра - Hotel Corso 281, Рим | Магазини, банки та ін.: - Brioni, Дюссельдорф, Токіо та Мілан - Ermenegildo Zegna, Мілан - Coutts Bank, Лондон - Fortis Bank, Мілан - Muji, Мілан - S. Apollonio Pharmacy, Мілан - Aspesi, Рим - Benetton, Барселона - Cartier, Бейрут |

## Нагороди
Homes & Gardens Designer Awards

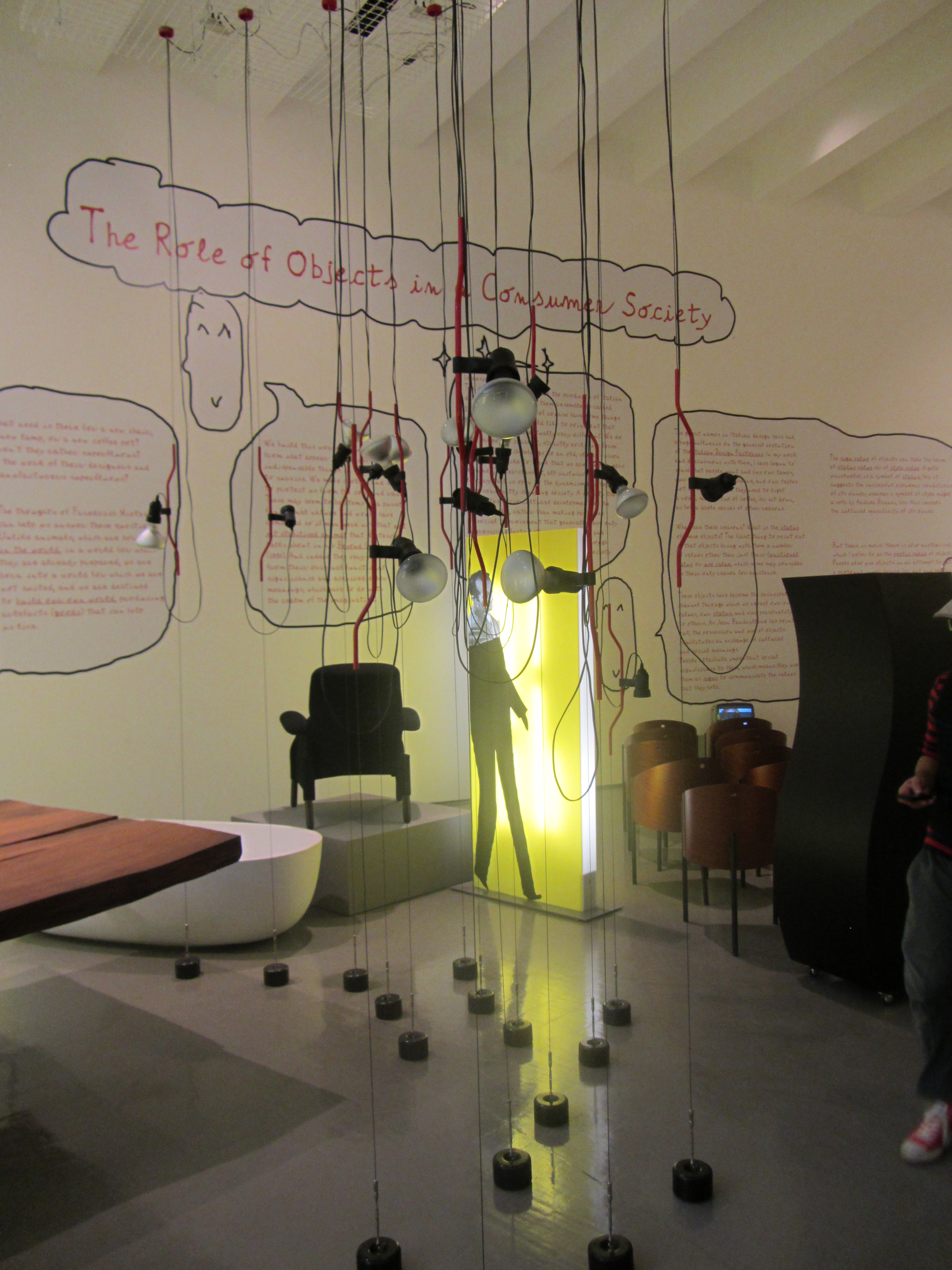
Світильник Parentesi. Дизайн — Акілле Кастільйоні і Піо Мандзу

- 2015 Підвісний світильник String Lights. Дизайн — Майкл Анастассіадес.

Good Design Award
- 2014 Підвісний світильник OK. Дизайн — Константін Грчич, Konstantin Grcic Industrial Design (Мюнхен, Німеччина)[5].
- 2013 Підвісний світильник AIM. Дизайн — Ронан і Ерван Буруллек (Париж, Франція)[5].
- 2013 Настільна лампа Kelvin Green II. Дизайн — Антоніо Чіттеріо, Antonio Citterio and Partners (Мілан, Італія)[5].

IALD Awards
- 2006 нагорода Міжнародного конкурсу світлового дизайну (IALD) за освітлення готелю InterContinental у Женеві (Швейцарія).

iF Design Awards
- 1996 Торшер Rosy Angelis. Дизайн — Філіпп Старк[6].
- 1996 Стельовий світильник Drop 2. Дизайн — Марк Седлер[7].

Compasso d'Oro
- 2001 Настільна лампа May Day. Дизайн — Константін Грчич
- 1994 Drop. Дизайн — Марк Седлер.
- 1979 Світильник Parentesi. Дизайн — Акілле Кастільйоні і Піо Мандзу.